# 易北河會師

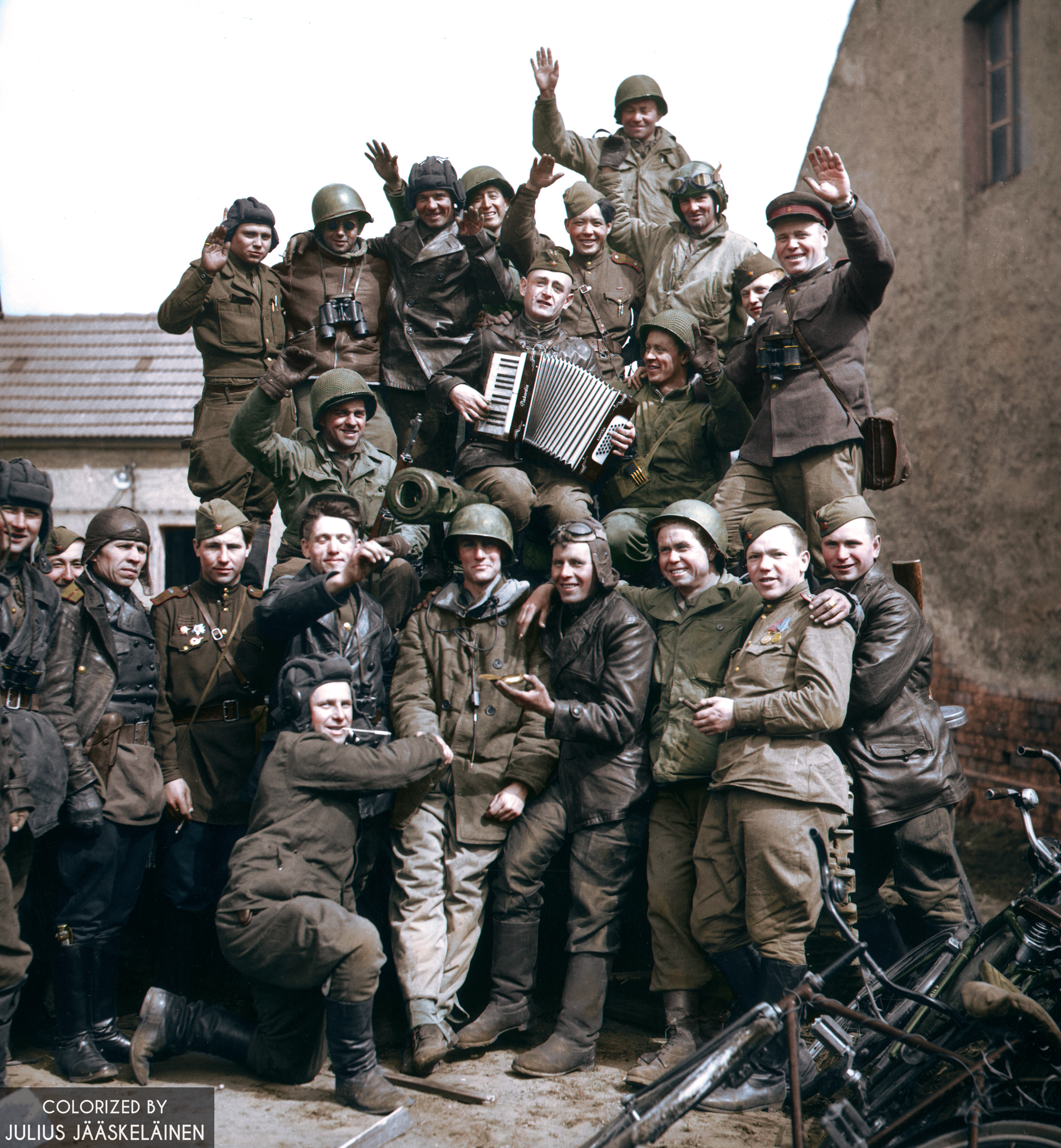
美蘇軍隊在薩克森會師

易北河會師，在1945年4月25日，美軍第69步兵師的巡邏部隊和蘇聯第5集團軍在托爾高附近進行了接觸。他們在易北河的橋上握手，這象徵著第二次世界大戰的尾端，也代表著德國希特勒即將覆亡的象徵。

## 過程
1945年3月，英美等國盟軍開始戰利品行動，強渡萊茵河並向納粹德國的腹地挺進，在魯爾包圍戰的勝利後，快速的深入到易北河畔。1945年4月18日，美軍第9集團軍攻佔馬德堡並幾乎將此地完全摧毀。19日，美國第1集團軍取得萊比錫。同時，1945年4月，東線戰場的蘇聯紅軍於4月16日發動攻勢，並開始攻佔柏林的行動。 4月25日，美軍第69步兵師的巡邏部隊在柏林南部托爾高與蘇軍會師，並在殘缺的橋上實現歷史性的握手。
在會師後，兩軍沿易北河與其支流穆爾德河沿線匯合，並正式將德軍分裂成南北兩部分，英美聯軍與蘇聯紅軍正式的聯接。

## 影響
兩軍會師意味著德軍被截成南北兩段，盟軍的東、西兩條戰線從此聯接，成為歐洲戰場勝利的曙光，也是納粹德國即將覆亡的象徵之一。自此，4月25日被紀念為易北河日。

## 易北河日
每年4月25日易北河日前後，托爾高市一連三日舉行音樂節、易北河會師再現及煙花匯演等活動，紀念1945年美蘇軍隊易北河會師一事。